# Patinação de velocidade nos Jogos Olímpicos de Inverno de 2018 - 500 m masculino
A prova de 500 m masculino da patinação de velocidade nos Jogos Olímpicos de Inverno de 2018 foi disputada no Gangneung Oval, localizado na subsede de Gangneung, em 18 de fevereiro.

## Medalhistas
| Ouro   | NOR Håvard Holmefjord Lorentzen |
| Prata  | KOR Cha Min-kyu                 |
| Bronze | CHN Gao Tingyu                  |

## Recordes
Antes desta competição, os recordes mundiais e olímpicos da prova eram os seguintes:
| Tipo | Atleta             | Tempo   | Local          | Data                    |
| ---- | ------------------ | ------- | -------------- | ----------------------- |
|      | Pavel Kulizhnikov  | 33.98 s | Salt Lake City | 20 de novembro de 2015  |
|      | Casey FitzRandolph | 34.42 s | Salt Lake City | 11 de fevereiro de 2002 |

Os seguintes recordes mundiais e/ou olímpicos foram estabelecidos durante esta competição:
| Tipo             | Atleta                      | Tempo   | Local       | Data                    | Ref   |
| ---------------- | --------------------------- | ------- | ----------- | ----------------------- | ----- |
| Recorde olímpico | Håvard Holmefjord Lorentzen | 34.41 s | PyeongChang | 19 de fevereiro de 2018 | [ 2 ] |

## Resultados
| Pos. | Par | Raia | Atleta                          | Tempo  | Diferença | Notas            |
| ---- | --- | ---- | ------------------------------- | ------ | --------- | ---------------- |
| 01 ! | 16  | O    | NOR Håvard Holmefjord Lorentzen | 34.41  | —         | Recorde olímpico |
| 02 ! | 14  | O    | KOR Cha Min-kyu                 | 34.42  | +0.01     |                  |
| 03 ! | 12  | I    | CHN Gao Tingyu                  | 34.65  | +0.24     |                  |
| 4    | 18  | O    | FIN Mika Poutala                | 34.68  | +0.27     |                  |
| 5    | 17  | I    | JPN Daichi Yamanaka             | 34.78  | +0.37     |                  |
| 6    | 12  | O    | JPN Joji Kato                   | 34.831 | +0.42     |                  |
| 7    | 16  | I    | NED Ronald Mulder               | 34.839 | +0.42     |                  |
| 8    | 15  | O    | GER Nico Ihle                   | 34.89  | +0.48     |                  |
| 9    | 17  | O    | NED Kai Verbij                  | 34.90  | +0.49     |                  |
| 10   | 10  | O    | NED Jan Smeekens                | 34.930 | +0.52     |                  |
| 11   | 18  | I    | CAN Alex Boisvert-Lacroix       | 34.934 | +0.52     |                  |
| 12   | 13  | I    | KOR Kim Jun-ho                  | 35.01  | +0.60     |                  |
| 13   | 15  | I    | POL Artur Waś                   | 35.02  | +0.61     |                  |
| 14   | 1   | I    | JPN Tsubasa Hasegawa            | 35.08  | +0.67     |                  |
| 15   | 10  | I    | USA Mitchell Whitmore           | 35.13  | +0.72     |                  |
| 16   | 11  | O    | KOR Mo Tae-bum                  | 35.154 | +0.74     |                  |
| 17   | 14  | I    | CAN Gilmore Junio               | 35.158 | +0.74     |                  |
| 18   | 13  | O    | CAN Laurent Dubreuil            | 35.16  | +0.75     |                  |
| 19   | 9   | O    | FIN Pekka Koskela               | 35.192 | +0.78     |                  |
| 20   | 6   | O    | COL Pedro Causil                | 35.196 | +0.78     |                  |
| 21   | 1   | O    | AUS Daniel Greig                | 35.22  | +0.81     |                  |
| 22   | 5   | I    | BLR Ignat Golovatsiuk           | 35.23  | +0.82     |                  |
| 23   | 7   | O    | USA Jonathan Garcia             | 35.31  | +0.90     |                  |
| 24   | 6   | I    | KAZ Stanislav Palkin            | 35.33  | +0.92     |                  |
| 25   | 2   | O    | KAZ Artyom Krikunov             | 35.34  | +0.93     |                  |
| 26   | 2   | I    | USA Kimani Griffin              | 35.38  | +0.97     |                  |
| 27   | 5   | O    | CHN Yang Tao                    | 35.41  | +1.00     |                  |
| 28   | 8   | I    | NOR Henrik Fagerli Rukke        | 35.500 | +1.09     |                  |
| 29   | 3   | O    | GER Joel Dufter                 | 35.506 | +1.09     |                  |
| 30   | 4   | I    | ITA Mirko Giacomo Nenzi         | 35.51  | +1.10     |                  |
| 31   | 4   | O    | CHN Xie Jiaxuan                 | 35.545 | +1.13     |                  |
| 32   | 3   | I    | BEL Mathias Vosté               | 35.546 | +1.13     |                  |
| 33   | 11  | I    | POL Piotr Michalski             | 35.64  | +1.23     |                  |
| 34   | 7   | I    | TPE Sung Ching-yang             | 35.86  | +1.45     |                  |
| 35   | 9   | I    | KAZ Roman Krech                 | 35.92  | +1.51     |                  |
| 36   | 8   | O    | POL Artur Nogal                 | 58.71  | +24.30    |                  |

Legenda
| Recorde mundial      | Recorde mundial (World record)               |                       | Recorde africano                      | Recorde africano (African) |                                           | Q | Classificado por posição (Qualified) |
| Recorde olímpico     | Recorde olímpico (Olympic record)            | Recorde da América    | Recorde da América (Americas)         | q                          | Classificado por melhor tempo (Qualified) |   |                                      |
| Melhor marca do ano  | Melhor marca do ano (World leading)          | Recorde asiático      | Recorde asiático (Asian)              | DNS                        | Não largou (Did not start)                |   |                                      |
| Recorde nacional     | Recorde nacional (National record)           | Recorde europeu       | Recorde europeu (European)            | DNF                        | Não terminou (Did not finish)             |   |                                      |
| Recorde pessoal      | Recorde pessoal do atleta (Personal best)    | Recorde da Oceania    | Recorde da Oceania (Oceania)          | DSQ / DQ                   | Desclassificado (Disqualified)            |   |                                      |
| Recorde da temporada | Recorde da temporada do atleta (Season best) | Recorde sul-americano | Recorde sul-americano (South America) | NM                         | Sem marca (No mark)                       |   |                                      |

### Patinação de velocidade
| Recorde de pista | Recorde da pista (Track record)               |  |  |
| QA               | Classificado para a final A                   |  |  |
| QB               | Classificado para a final B                   |  |  |
| ADV              | Classificado após decisão arbitral (Advanced) |  |  |
| PEN              | Pênalti                                       |  |  |
| YC               | Cartão amarelo (Yellow Card)                  |  |  |